# شعار جمهورية أرمينيا الاشتراكية السوفيتية
شعار جمهورية أرمينيا الاشتراكية السوفيتية، هو شعار النبالة الرسمي لجمهورية أرمينيا الاشتراكية السوفيتية ضمن الاتحاد السوفيتي. صميم بناءً على رسم أولي قدمه مارتيروس ساريان [الإنجليزية]، وهو رسام أرمني شهير، واعتمد عام 1937 من قبل حكومة جمهورية أرمينيا الاشتراكية السوفيتية.

## نظرة عامة
يتميز الشعار بوضوح بوجود جبل أرارات، الذي يعتبر رمزاً وطنياً لأرمينيا. تمثل العنب الأبيض الظاهر مباشرة تحت أرارات الحكاية التوراتية التقليدية لأول كرم زرعه النبي نوح بعد نزوله من فلكه كعلامة على إعادة ولادة البشرية. الحافة الداخلية على جانبي العنب تشمل القمح، وهو رمز للأرض والموارد الطبيعية في أرمينيا. فوق جبل أرارات يظهر المنجل والمطرقة مع نجمة حمراء خلفهما. على الحافة الخارجية مكتوب "جمهورية أرمينيا الاشتراكية السوفيتية" باللغة الأرمنية (Հայկական Սովետական Սոցիալիստական Հանրապետություն)، بينما في المركز الخارجي مكتوب الشعار "يا عمال العالم، اتحدوا!" باللغتين الأرمنية (Պրոլետարներ բոլոր երկրների, միացե՜ք’!) والروسية (Пролетарии всех стран, соединяйтесь!).
اعتراضت من تركيا على إدراج جبل أرارات بالشعار؛ لأن الجبل يقع على أراضيها. ورد الكرملين بأن الشعار الوطني التركي هو الهلال، وبالتأكيد لا يعني ذلك أنهم يدعون ملكية القمر! 
تم تغيير الشعار عام 1992 إلى شعار أرمينيا الحالي الذي يحتفظ جزئياً بالشعار السوفيتي؛ أي جبل أرارات.

### المراجعة الأولى

الشعار عام 1922.

### المراجعة الثالثة

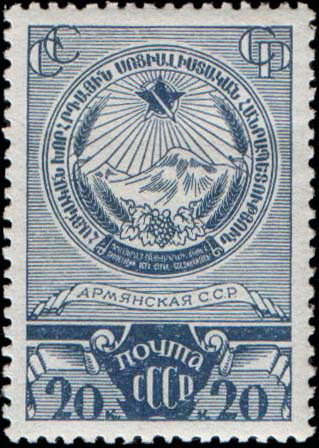
شعار الجمهورية على طابع بريد سنة 1937.

### المراجعة الخامسة

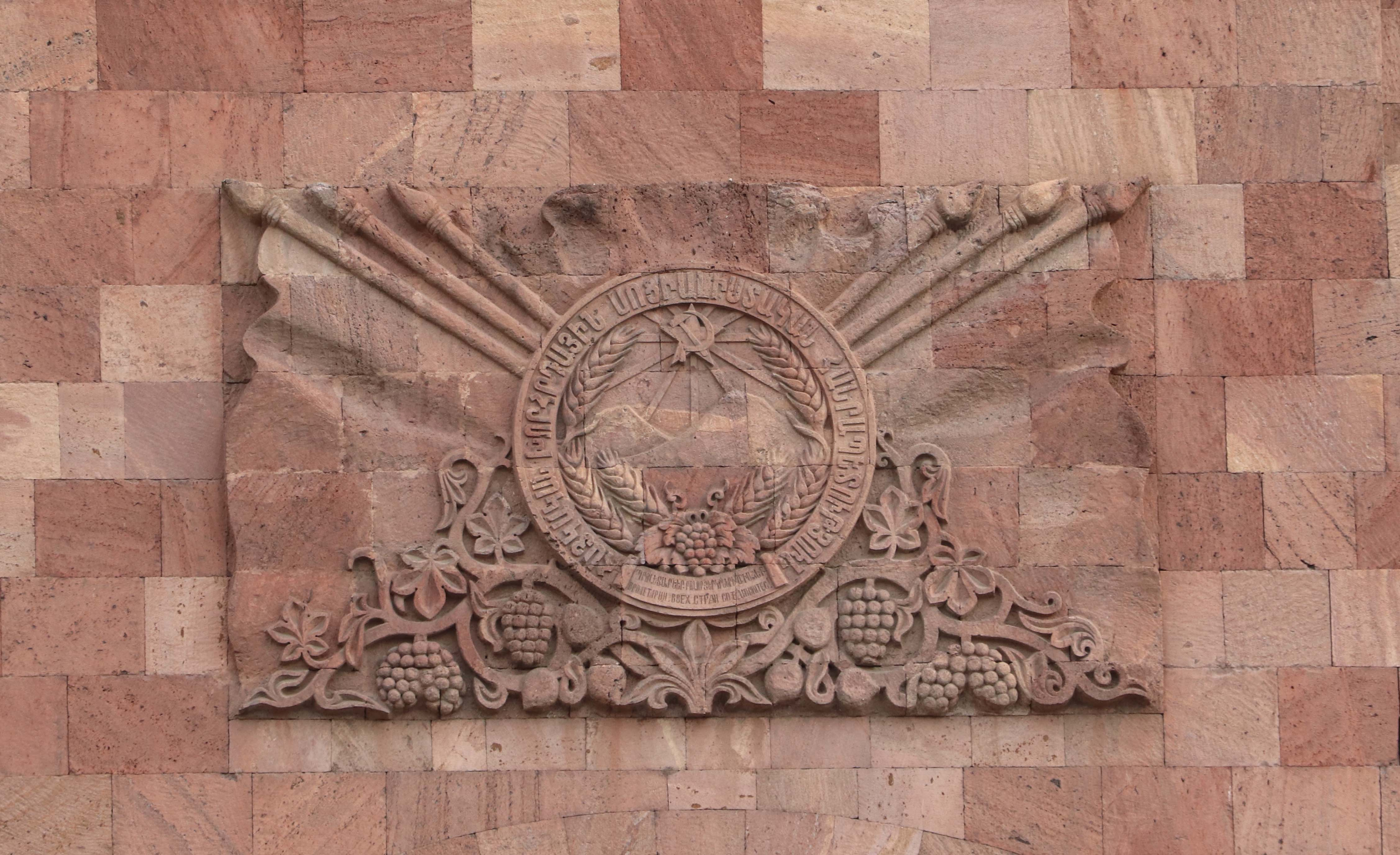
شعار الجمهورية أعلى أول مبنى حكومي في البلاد.

## تاريخ